# Phalaris truncata
Phalaris truncata är en gräsart som beskrevs av Giovanni Gussone. Phalaris truncata ingår i släktet flenar, och familjen gräs. Inga underarter finns listade i Catalogue of Life.